# Antroponímia
Az antroponímia (magyarul személynévtan) az onomasztika ága, amely a személynevek több aspektusát tanulmányozza: eredetüket, fejlődésüket, használatukat stb. Más értelemben szó van egy adott nyelv, régió vagy helység antroponímiájáról is, azaz ezek személynév-készletéről.
Az antroponímia nem elszigetelt diszciplína. Kapcsolatban áll az onomasztika másik ágával, a toponímiával (helynévtannal), a nyelvészet olyan ágaival, mint az etimológia és a szociolingvisztika, valamint több olyan nyelvészeten kívüli tudományággal, mint a történettudomány, a néprajz, a földrajztudomány, az antropológia, a genealógia, a hagiográfia, a jogtudomány, az irodalomelmélet, a folklorisztika, a művelődéstörténet, a pszichológia stb.
A tág értelemben vett adott kultúrától és nyelvtől függ, hogy mely személynév-típusok vannak meg benne a több létező közül: egyénnév (amely a keresztények esetében keresztnév), ezek becézett alakjai, vezetéknév (amely egyes nyelvekben családnév), ragadványnév, apai név, nemzetségnév, álnév, fedőnév stb. Az antroponímia nemcsak valós személyek nevét tanulmányozza, hanem művelt és népi irodalmi szereplőkét, valamint mitológiai hősökét is. Ugyanakkor figyelmet szentel egyazon személynév nyelvváltozatok szerinti alakjainak is.

## Az antroponímia tárgya

### A személynevek által hordozott információk
Az antroponímia elsősorban azokat az információkat tanulmányozza, amelyeket a személynév hordoz viselőjéről. Nem minden nyelvben hordozzák a személynevek ugyanazokat az információkat.
Szinkronikus nézetben a ragadványnév kifejezheti a személy kívülről látott fizikai, pszichológiai és jellembeli vonásait, pl. Kövér, Víg, Jámbor. Egyéb ragadványnevek a személy etnikumára, foglalkozására, származási helyére, társadalmi státuszára vagy vagyoni helyzetére utalnak, pl. Lengyel, Kovács, Széchenyi, Gazdag.
Többek között ilyenszerű volt a névadás kezdetén az emberek egyénneve, pl. Sánta, Boldog, Besenyő, Szekeres. Később egyes ilyen nevek jelentése elfelejtődött, és már nem szolgáltatta a megfelelő információt, mint a régi Géza vagy Árpád. A jövevény egyénneveknek sem lehet meg ez a funkciója, bár van jelentésük az eredeti nyelvükben.
A ragadványnevekből származó olyan vezetéknevek, mint a fentiek, vagy a helységnevekből és régiónevekből származók (pl. Komló, Pálfalvi, Erdélyi) csak a személy valamelyik felmenőjéről tartalmaznak információt. Kivétel például a román nyelvben a személy születési helyének hozzáadása a vezetéknévhez, ha ez túl gyakori, pl. Dumitrescu-Iași.
A magyarországi nők hagyományos házasság utáni hivatalos nevéből kiderül, hogy házasok, és hogy mi a férjük teljes neve, pl. Nagy Jánosné.
Egyes nyelvekben a személy teljes neve tartalmazza az apja, esetleg az anyja nevét. Az orosz nyelvben az egyik személynév az apai név, amely az apa keresztnevéből képzett. Például Alekszandr Szergejevics Puskin nevéből megtudható, hogy apját Szergejnek hívták, vagy Anna Andrejevna Ahmatova nevéből, hogy apja Andrej volt. Izlandban a 2022-ben érvényes törvény nem ír elő örökölhető családnevet. Hagyományos módon a vezetéknév az apa, esetleg az anya keresztneve birtokos esetben, amelyhez hozzáadják a son, illetve dóttir szót. Például ha valaki teljes neve Jón Einarsson, és van egy Ólafur keresztnevű fia, ennek teljes neve Ólafur Jónsson, szó szerint ’Ólafur Jón fia’, ha pedig van egy Sigríður nevű lánya, akkor ennek teljes neve Sigríður Jónsdóttir, szó szerint ’Sigríður Jón lánya’.
Egy indiai hindu teljes nevéből kiderülhet, hogy melyik csillagjegyben született, milyen nemű vagy mely szektához tartozik, és hogy mely kasztnak a tagja. Például Rabindranáth Tagore költő nevének összetétele bengáli nyelven Jarceva 1990 szerint Rabindra ’a Nap istene’ + nâth ’férfi’ + Thâkur ’földbirtokosok kasztja’.
Az ókori Rómában a teljes név tartalmazta a személy nemzetségének nevét is, mivel képlete egyénnév + a nemzetség neve + a nemzetség ragadványneve + (olykor) a személy ragadványneve, pl. Publius Cornelius Scipio Africanus.
Egyazon személynév különböző alakjai arról adhatnak információt, hogy mely dialektusban keletkeztek. Például a francia Fèvre, Favre, Fabre, Faure családnév-alakok mind a latin faber ’kovács’ szóból fejlődtek ki különböző régiókban.

### Elméleti és gyakorlati antroponímia
Az elméleti antroponímia elsősorban a személynév a nyelvi kommunikációban betöltött funkcióival foglalkozik, úgymint a személy megnevezése, azonosítása és megkülönböztetése más személyektől.
Az egyes kultúrákra jellemző, életkorral, idegen etnikum közösségében való léttel, titkos közösségbe való belépéssel, társadalmi vagy családi helyzettel, más vallásra való áttéréssel járó névváltozásokat is tanulmányozza. Például a magyar társadalom történetében ilyen a megkeresztelkedés nyomán a keresztnév felvétele, előbb az azelőtti név mellett (pl. Aba Sámuel), majd egyedül; a családnév meghonosodása, majd hivatalossá válása; a névmagyarosítás (pl. Kardos, Kertész); a házassággal járó névváltozás.
Továbbá az antroponímia a személynevek megjelenésének, fejlődésének és szerkezetének szabályszerűségét kutatja, valamint az adott nyelv személynév-rendszerét, ennek történeti korszakait, egy adott nyelv hatását egy másikra, vagy egymásra való hatását a személynevek területén, és a rájuk vonatkozó univerzálékat. Idetartozik például az, hogy:
- Vannak kölcsönzött személynevek, például bibliai eredetű keresztnevek és szentek neve: János, Miklós, Anna, Katalin.[8]
- Nyelvek szerint vannak jellegzetesen alakított családnevek:
  - A magyar családnév-szerkezetek között megvan a keresztnév + -fi toldalék (pl. előbb Pál fia Péter, majd Pálfi Péter),[11] mint az izlandi vezetéknév vagy az orosz apanév esetében.
  - Az oroszban a leggyakoribbak az egy keresztnévhez, ragadványnévhez, helynévhez stb. hozzáadott -ov/-ev és -in (nőnemben -ova/-eva, -ina) birtokost kifejező melléknév-képzős családnevek.[9]
  - A román nyelvben gyakoriak a főleg keresztnevekhez hozzáadott -escu melléknév-képzős családnevek, pl. Constantinescu.[4]
- Nyelvtől függő a teljes személynevek szerkezete, például az, hogy:
  - Számos nyelvben az egyénnév latin szóval praenomen, azaz a vezetéknév előtt áll, de vannak olyanok is, amelyekben az egyénnév utónév, mint a magyar, a japán, a kínai vagy a koreai.[12]
  - Az oroszban a teljes név szerkezete szokásosan egyénnév + apai név + családnév, de a hivatalos nyelvben családnév + egyénnév + apai név.[9]

A névadás tényezői is az antroponímia tárgyához tartoznak. A névadás kezdetekor adott nevek között nemcsak a személy sajátosságait kifejezők voltak, hanem kívánságnevek (pl. Bátor, Boldog) és óvónevek (a rossz szellemektől védők) is: Nemvagy, Nevetlen. A szerbek még a 18. század vége felé is adtak óvóneveket. Például Vuk Stefanović Karadžić (1787–1864) azért kapta a Vuk (’farkas’) nevet, mert születéséig családjának mindegyik gyermeke elhalt. A kereszténység felvétele a Bibliából származó nevek és szentek neveinek választását eredményezte. A divat is befolyásolja a névadást. A 19. századi Magyarországon írók által használt szereplőnevek jöttek divatba, beleértve olyanok is, amelyeket ők alkottak, pl. a Vörösmarty Mihálytól származó Csilla és Tünde. A 20. században főleg idegen filmekből és tv-sorozatokból vett sztárneveket kezdtek adni.
Az antroponímia kapcsolatban áll a pragmatikával annak tanulmányozásában, hogy hogyan használják a személyneveket különböző kultúrákban. A 21. századi magyar társadalomban tegező beszélő címzettje megszólításakor csak ennek egyénnevét, esetleg becézve, ragadványnevét, olykor vezetéknevét használja . Magázó beszélő is használhatja ezeket, kivéve a ragadványnevet, idősebb címzett megszólítására udvariasan a bácsi, illetve a néni szót hozzáadva. Magázó és önöző beszélő az úr, illetve az asszony szavak által követett vezetéknevet használja megszólításra. Csak a vezetéknévvel való megszólítás általában udvariatlan. Megszólitáson kívül gyakran a személy vezetéknevét és egyénnevét használják, a hivatalos nyelvváltozatban pedig mindig a teljes nevét. Az orosz udvarias megszólításban az egyénnevet csak az apai név követi, de a hivatalos nyelvváltozatban a teljes nevet használják a vezetéknévvel első tagként.
Van gyakorlati antroponímia is, amely megállapítja, milyen szabályai vannak a hivatalos teljes személynév alkotásának, vagy hogyan vehető fel egy név. A személynév-szótárak alkotása is a tárgyához tartozik. Az antroponímiával foglalkozó nyelvész közreműködhet személynevekkel kapcsolatos vitatott jogi kérdések megoldásához, az anyakönyvezhető egyénnevek jegyzékének kidolgozásához, vagy tanácsadási tevékenységet folytathat a névadással kapcsolatban. Például a szakember figyelmeztet a nemkívánatos névválasztás eseteire, úgy mint arra, hogy a vezetéknév + utónév kombinációja ne legyen nehezen kiejthető (pl. Kovács Zsanett). Magyarországon nyelvészek működnek közre az anyakönyvezhető utónevek jegyzékének összeállításához.